# Широкоформатный кинематограф
Не следует путать с Широкоэкранный кинематограф
Широкоформатный кинематограф — разновидность кинематографических систем, в основе которых лежит использование киноплёнки с шириной, превосходящей стандартную 35-мм. Широкоформатные киносистемы отличаются большой площадью кадра, не требующего сильного увеличения и позволяющего получать высококачественное изображение на больших экранах, превосходящих по размерам экран форматов с анаморфированием. Угловой размер изображения для зрителей при этом достигает 128° по горизонтали, приближаясь к полю бинокулярного зрения. Для системы IMAX этот же параметр превышает угловое поле зрения человека, делая границы экрана малозаметными.
Системы «Виставижн», «Технирама» и «Супер Технирама 70» на 35-мм киноплёнке не считаются широкоформатными, несмотря на большую площадь кадра, превосходящую обычные системы кино. Термин «широкоформатный кинематограф», использующийся в советской и российской терминологии, отсутствует в других языках. За пределами СНГ кинематографические системы с аналогичными параметрами носят название «70-mm film».
Наибольшее распространение получили широкоформатные системы, использующие для изготовления фильмокопий киноплёнку шириной 70-мм с кадром, занимающим в высоту 5 перфораций и широкоэкранным соотношением сторон 2,2:1 (формат «5/70»). 
Современный цифровой кинематограф использует некоторые типы цифровых кинокамер с сенсором, близким по размеру к широкоформатному кадру, но в цифровом кино понятие «широкоформатный» утратило своё значение. 

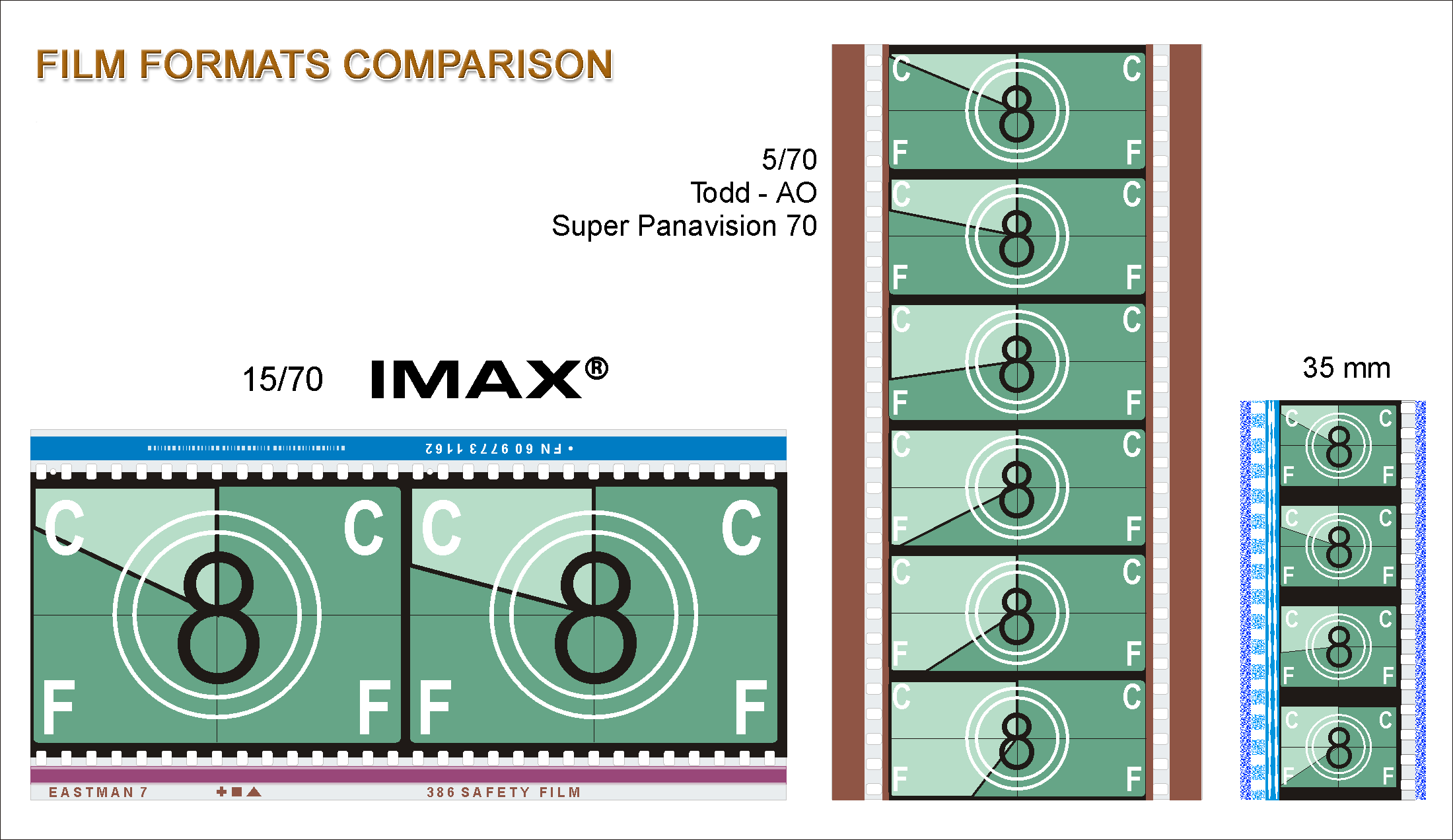
Сравнение размеров кадра широкоформатных киносистем «IMAX» и «Тодд-АО» с классическим кадром стандартной 35-мм киноплёнки

## Историческая справка

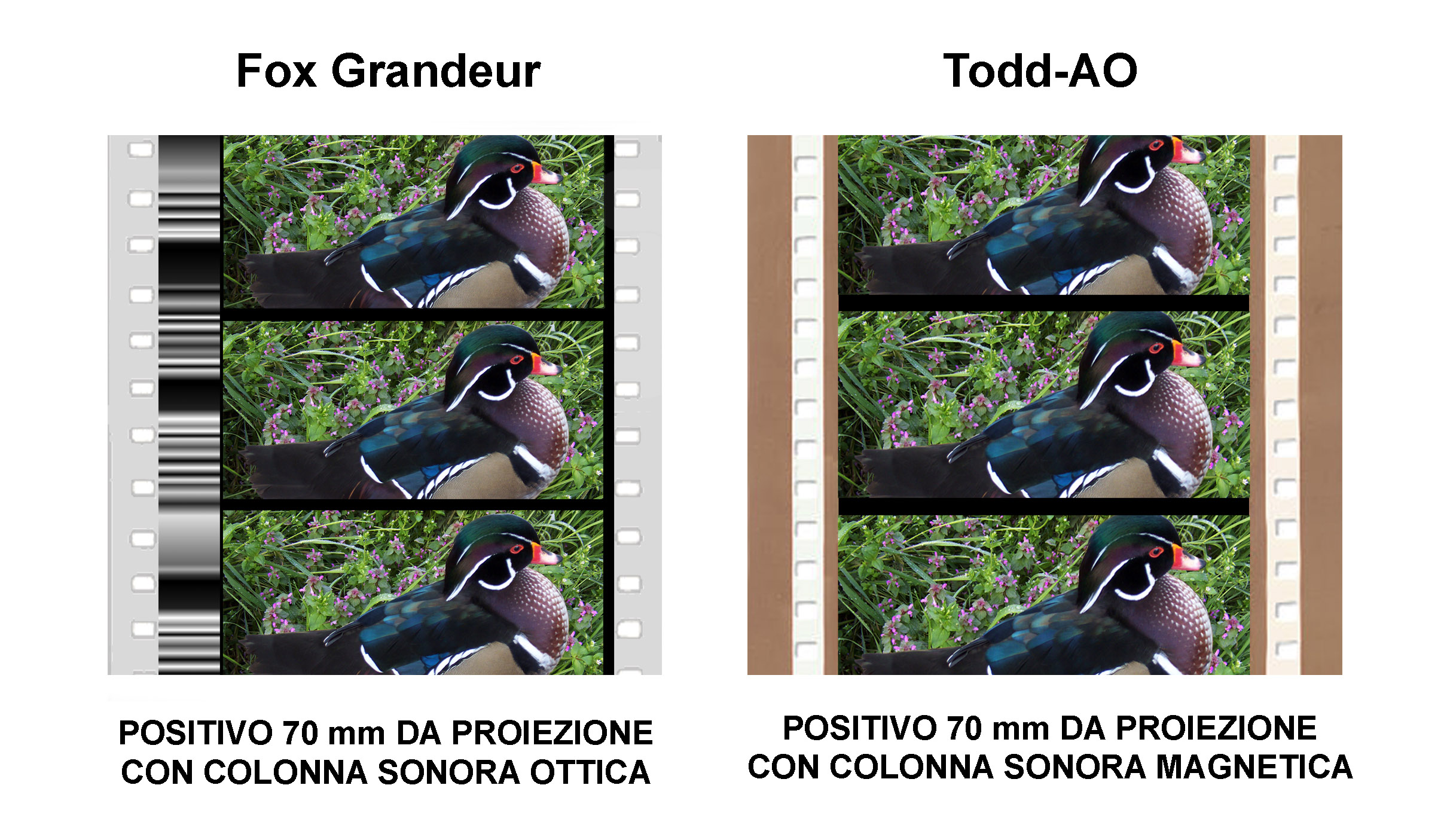
Сравнение киноплёнок форматов Fox Grandeur и более позднего Todd AO

Широкоформатные киносистемы появились одновременно с изобретением кинематографа. Большие размеры кадра выбирались конструкторами из-за ограниченной длины первых кинозалов: отсутствие в те годы короткофокусных проекционных объективов заставляло увеличивать кадровое окно проектора и ширину плёнки. Так, один из первых киноаппаратов «Хронофотограф» Леона Гомона и Леопольда Деко использовал в 1895 году киноплёнку шириной 60 миллиметров с кадром 35×45 мм. Компания «Мутоскоп и Байограф» в ноябре 1899 года начала использовать в своей аппаратуре киноплёнку шириной 70-мм с шагом кадра 57 мм. Всё многообразие размеров киноплёнки, большинство из которых были широкими, пришло к общему стандарту 35-мм к концу первого десятилетия XX века.
Вопреки распространённому заблуждению, первое появление широкой киноплёнки на рынке кинопроката связано не с попытками повышения информационной ёмкости, а главным образом, как способ получения совмещённой фонограммы на одном носителе с изображением. Широкоформатные киносистемы начали развиваться с появлением звукового кинематографа. Оптический звук требовал дополнительного места на киноплёнке, что приводило к её нестандартной ширине, как в системе «Триэргон», или почти квадратному кадру системы «Мувитон». Проблему решала широкая плёнка, на которой можно было печатать фонограммы любой ширины и широкоэкранное изображение большой площади. Студия «РКО Радио Пикчерс» (англ. RKO Radio Pictures) предложила для съёмок плёнку шириной 63,5 мм уже в 1926 году.
В 1929 году компания «Уорнер Бразерс» (англ. Warner Brothers) сняла два фильма на киноплёнку «Витаскоп» шириной 65-мм, а кинокомпания «Метро Голдвин Майер» (англ. Metro Goldwin Mayer) использовала плёнку «Реалайф» такой же ширины. Компанией «Белл-Хауэлл» в 1930 году были предложены три возможных ширины позитивной киноплёнки: «Extreme» — 61,31 мм; «Spectacular» — 52 мм и «Economic» — 46 мм. Негатив для них должен был сниматься на более узкие форматы: 55, 49 и 37 мм соответственно.
В 1928 году 70-мм широкий формат «Грандерфильм» (англ. Grandeur), разработанный компанией «XX век Фокс» (англ. 20th Century Fox), стал первым, имевшим коммерческое применение. Технически он близок формату «Тодд-АО», разработанному в 1955 году, но использовал другую киноплёнку: на такой же шаг кадра у «Грандерфильм» приходится всего 4 увеличенных перфорации вместо 5 стандартных у современных форматов. Между изображением и перфорацией располагалась одноканальная оптическая фонограмма переменной плотности «Western Electric» шириной 6,1 мм. Компания «Парамаунт» (англ. Paramount) в 1929 году разработала киноплёнку «Магнафильм» (англ. Magnifilm) шириной 65-мм со стандартной перфорацией. Проект стал международным, когда киносъёмочная и кинокопировальная аппаратура для этой киноплёнки были созданы французской компанией «Дебри», а кинопроекторы того же стандарта немецкой фирмой Zeiss Ikon. 
Именно такая плёнка стала основой для большинства современных широкоформатных киносистем, использующих другие размеры и расположение изображения. Попытка внедрения широких плёнок в кинопроизводство 1930-х годов не имела успеха из-за мирового экономического кризиса, а также из-за массового внедрения звукового кино на стандартной плёнке, для которой был найден компромисс между шириной фонограммы и размером кадра. В Голливуде по широкоформатным технологиям было снято несколько фильмов, однако тогда эти системы распространения не получили из-за нежелания владельцев кинозалов, только что переживших переход к звуковому кино, нести дополнительные расходы по переоборудованию широкоформатными проекторами.
Дальнейшее развитие широкоформатного кино связано с появлением в начале 1950-х годов панорамных киносистем, получивших огромную популярность у зрителей, но дорогих и мало пригодных для постановочного кинематографа. Попытки усовершенствовать систему «Синерама» привели к развитию широкоформатного кино и изобретению формата IMAX. Современный вид широкоформатного кинематографа регламентируется стандартом ISO 2467:2004 в соответствии с рекомендациями и нормативами SMPTE. В настоящее время в широкоформатном кино для съёмки используется киноплёнка шириной 65-мм и сферическая (аксиально-симметричная) оптика.
Позитивная 70-мм киноплёнка, применяемая для печати широкоформатных фильмокопий, отличается от негативной 65-мм только шириной кромки перфорации, увеличенной на 2,5 мм с каждой стороны для размещения магнитной фонограммы. Расположение перфорации и изображения на обеих плёнках совпадают, делая возможной контактную печать. Улучшение фотографических характеристик негативных киноплёнок привело к повсеместному отказу от съёмки на широкоформатный негатив. 
Тем не менее выпуск широкоформатных фильмокопий, «увеличенных» с 35-мм оригинала, не прекращался, благодаря более высокому качеству проекции и звука по сравнению с широкоэкранными киносистемами. В настоящее время широкоформатная кинопроекция быстро вытесняется цифровой вследствие большей технологической гибкости и других достоинств. В России остались единичные киноустановки, рассчитанные на 70-мм киноплёнку, но большинство из них находятся в нерабочем состоянии. Так, во время подготовки в 2016 году российской премьеры голливудского блокбастера «Омерзительная восьмёрка» планировалась его демонстрация с 70-мм фильмокопии формата «Ультра-Панавижн 70» лишь в одном московском кинотеатре «Октябрь». При этом оказалось, что найти комплектное действующее оборудование подходящего стандарта практически невозможно, и для нормальной проекции его элементы пришлось собирать у разных кинопрокатчиков.

## Советская система широкоформатного кино

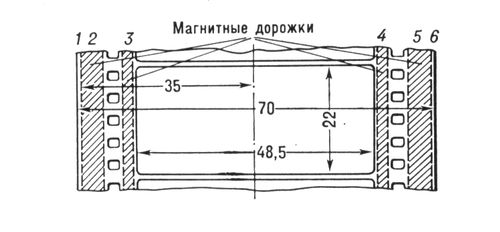
Кадр фильмокопии НИКФИ

В 1956 году в СССР коллективом НИКФИ совместно с киностудией «Мосфильм» под руководством Е. М. Голдовского была разработана система широкоформатного кино, основанная на западных 70-мм системах «Тодд-АО» и «Супер Панавижн 70», но в отличие от них использовавшая 70-мм киноплёнку по ГОСТ 11272—78 как для изготовления фильмокопий, так и для съёмки негатива. Кроме того, отечественный формат не рассчитан на искривлённые экраны — он предусматривал использование только плоских экранов шириной 0,6 длины кинозала.
В Советском Союзе широкоформатная киносистема использовалась дольше, чем за рубежом, вследствие особенностей экономики советского кинематографа. В то время, как западные киностудии отказывались от использования широкой плёнки для съёмки негатива, в СССР широкоформатные фильмы снимались до конца 1980-х годов. После Перестройки и краха отечественного кинематографа, система НИКФИ осталась, как формат фильмокопий, соответствующий стандартам SMPTE и ISO.

## Иностранные системы широкоформатного кино

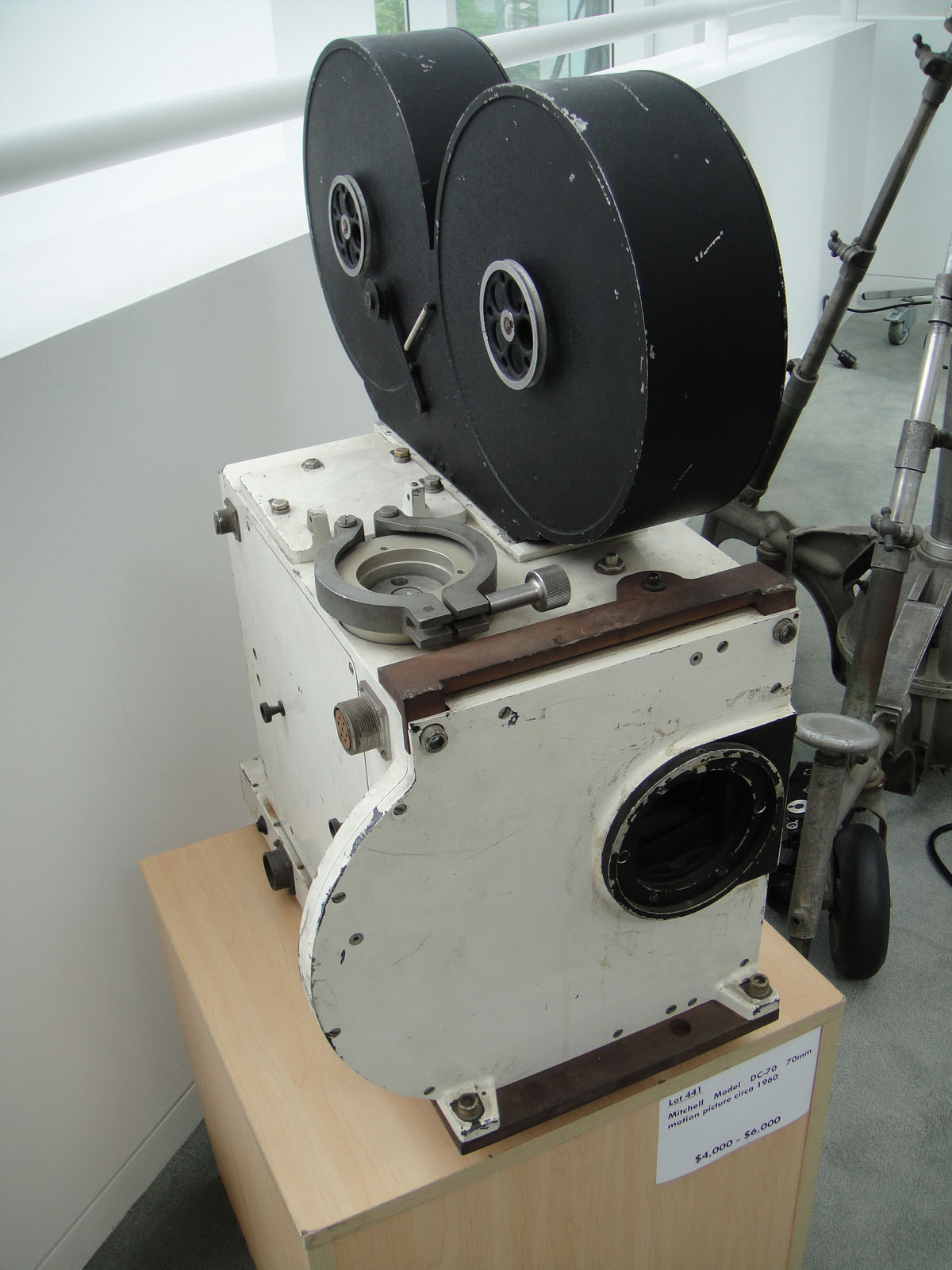
Широкоформатный киносъёмочный аппарат «Mitchell FC» без объектива

В отличие от СССР, сразу стандартизировавшего единую унифицированную систему, основанную на уже зарекомендовавших себя западных, иностранные кинопроизводители находились в постоянном конкурентном поиске технических решений, наиболее коммерчески выгодных и в то же время обеспечивающих максимальные качество и зрелищность. Поэтому список систем, появлявшихся в 1950-х годах гораздо длиннее, чем советский. Здесь приведены не все существовавшие системы, потому что их очень много, и зачастую, отличия одной системы от другой не принципиальны или вообще отсутствуют. Это объясняется, в частности, невозможностью покупки оригинального оборудования стандарта «Тодд-АО», которое можно было получить только в аренду. Такое положение вещей заставляло кинокомпании разрабатывать свои вариации этого базового стандарта. 
Общая черта всех этих киносистем одна: использование кадра киноплёнки 65/70-мм с шагом в 5 перфораций, то есть 23,75 мм на позитиве.
С улучшением фотографического качества негативных киноплёнок большинство кинокомпаний стали отказываться от дорогостоящей съёмки на широкий формат. С середины 1970-х широкая плёнка используется, главным образом, для печати фильмокопий, а съёмка в большинстве случаев ведётся на 35-мм киноплёнку с анаморфированием или в сферическом формате «Супер-35» с последующим оптическим увеличением (англ. Blow-up). Это позволяет удешевить съёмку, сохранив высокое качество экранного изображения за счёт световой эффективности проекторов с большим кадровым окном. Кроме того, шестиканальная магнитная фонограмма 70-мм фильмокопий значительно превосходит по звучанию одноканальную оптическую широкоэкранных. 
После появления в начале 1990-х годов многоканальных цифровых оптических фонограмм на 35-мм фильмокопиях 70-мм киноплёнка практически ушла в том числе из кинопроката, где её сменили анаморфированные фильмы. Однако, в высокобюджетном кинематографе широкоформатная плёнка до сих пор используется, как промежуточный носитель для съёмки наиболее ответственных и трюковых сцен, особенно при работе по цифровой технологии Digital Intermediate. В настоящее время в широкоформатном кинопроизводстве используется единый международный стандарт SMPTE 0215-1995, основанный на использовании негативной киноплёнки шириной 65-мм с перфорацией Kodak Standard (KS-1866). Стандарт предусматривает шаг кадра в 5 перфораций, размеры кадрового окна киносъёмочного аппарата 52,63×23,05 мм и частоту киносъёмки 24 кадра в секунду.
В зависимости от бренда применяемого киносъёмочного оборудования формат может называться «Панавижн Систем 65» или «Арри 765», но по сути соответствует стандарту SMPTE. Аналогичные стандарты существуют для форматов 65-мм негатива «Айверкс» и IMAX. Для 70-мм фильмокопий приняты три международных стандарта: SMPTE 0152-2003 для широкоформатных фильмов со стандартным кадром в 5 перфораций — 5/70, SMPTE 0420-2005 для формата «Айверкс» (англ. Iwerks) 8/70 и SMPTE 0419-2005 для формата IMAX 15/70. Размер полезного кадра широкоформатного фильма 5/70 составляет 48,6×22 мм. Современные широкоформатные фильмокопии кроме аналоговой магнитной фонограммы оснащаются цифровой фонограммой DTS на отдельном оптическом диске, синхронизированном по временному коду.
Приведённый ниже список киносистем отражает эволюцию широкоформатного кинематографа, пришедшего к современным стандартам.

### Todd-AO и Dimension-150

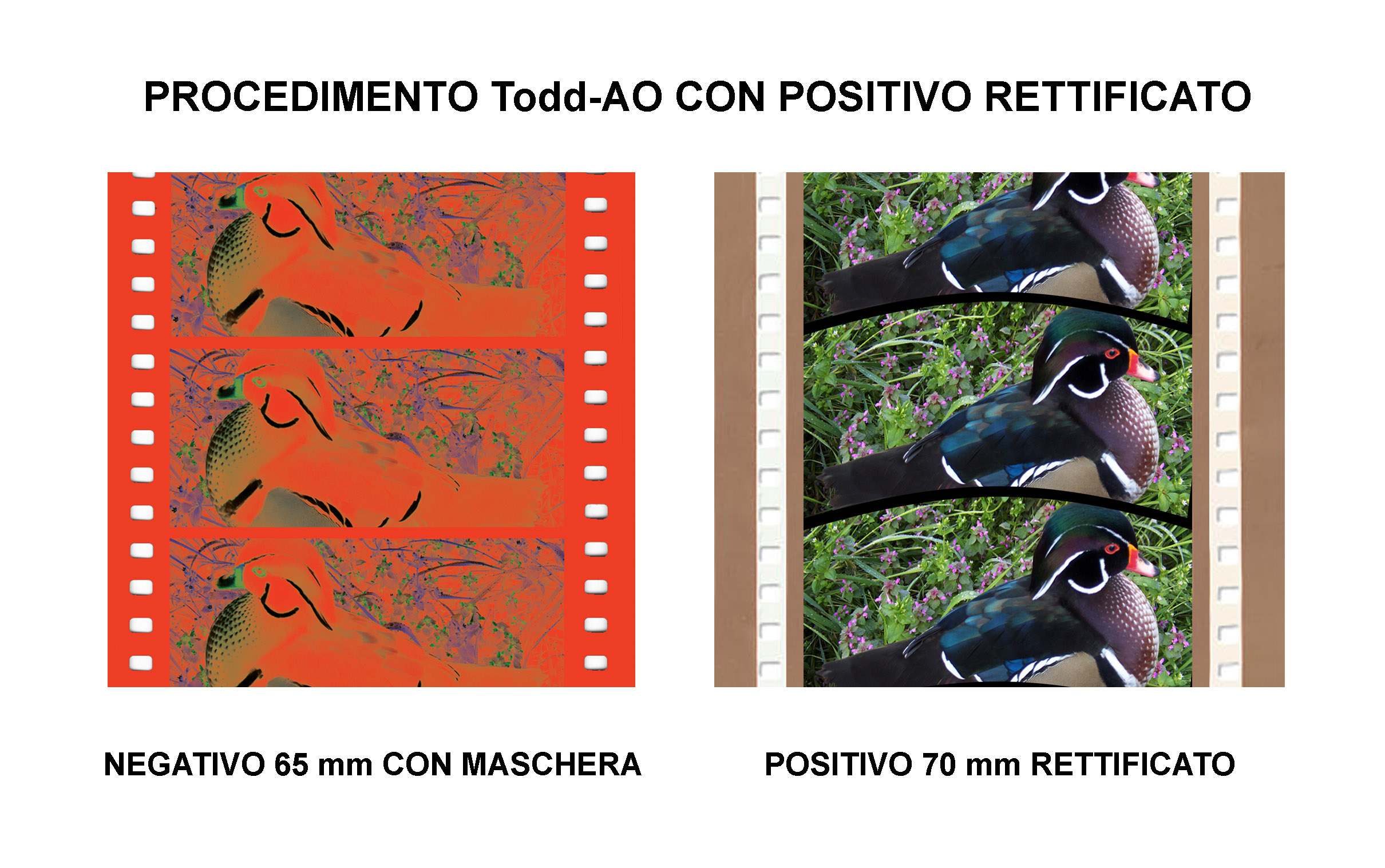
Негатив, снятый по системе «Тодд-АО» и позитив, отпечатанный со специальным искажением для демонстрации на сильно изогнутом экране

Первой коммерчески успешной широкоформатной системой в 1955 году стала «Тодд-АО» (англ. Todd-AO), разработанная по инициативе одного из создателей «Синерамы» бродвейского бизнесмена и импресарио Майкла Тодда компанией «Америкен Оптикс» (англ. American Optics). Он сформулировал пожелание всех голливудских продюсеров в требовании, которое он поставил перед разработчиками: «„Синерама“ из одного проекционного окна». 
Дальнейшим развитием «Тодд-АО» стала система «Дименшн-150» (англ. Dimension 150), основанная на использовании сверхширокоугольных съёмочных объективов и полукруглого изогнутого экрана типа «Синерама», обеспечивавшего горизонтальный угол обзора до 150°, что отражено в названии. При оптической печати фильмокопий изображение трансформировалось, чтобы компенсировать неизбежные искажения при проекции на такой экран. Кадр фильмокопии был сужен в центре и увеличен по краям и имел подушкообразную форму. По такой системе было снято всего два фильма: «Библия» и «Паттон», которые вышли в широкий прокат в традиционном «Тодд-АО» с показом в оригинальном виде лишь в нескольких специальных кинотеатрах.

### MGM Camera 65 и Ultra Panavision 70
Рыночные названия форматов, применявших поперечный кадр 22 × 48,56 мм высотой в 5 перфораций на киноплёнке шириной 65-мм для негатива и 70-мм для печати фильмокопий. Отличие от формата «Тодд-АО» и аналогичных заключалось в использовании для съёмки и проекции анаморфотных объективов с коэффициентом анаморфирования 1,33× и 1,25× соответственно, которые давали на экране изображение с соотношением сторон 3:1 (MGM Camera 65) и 2,75:1 (Ultra Panavision). Первоначально система «МГМ Камера 65» существовала как производственный формат для панорамной системы «Синерама» и первый фильм «Округ Рэйнтри» (англ. Raintree County), снятый в этой системе, перепечатывался на три плёнки и демонстрировался в кинотеатрах «Синерама».
Для съёмок была использована камера, созданная в 1930 году для 65-мм киноплёнки Realife, на которую устанавливали анаморфотные объективы, известные на рынке под брендом MGM Camera 65. В том числе были выпущены проекционные объективы, предназначенные для показа на плоском экране, в отличие от сильно изогнутых экранов «Синерамы». Фильм «Бен-Гур», снятый в этом стандарте с соотношением сторон кадра 3:1, после выпуска на DVD, стал самым широкоэкранным фильмом за всю историю широкоэкранных релизов для домашнего просмотра.
Система «МГМ Камера-65» не получила широкого распространения из-за тяжёлой неудобной съёмочной аппаратуры и низкой совместимости в кинотеатрах, не приспособленных для неё. Фильмы, снятые в этом формате, печатались в анаморфированном 35-мм стандарте и соотношение 3:1 обрезалось до обычных 2,35:1 пансканированием. После съёмки двух фильмов от системы отказались в пользу «Ультра Панавижн 70» (англ. Ultra Panavision 70). Отдельные эпизоды фильма «Как был завоёван Запад» (1962) снимались в этом формате, и затем при помощи оптической печати переведены в трёхплёночный формат «Синерама». Некоторые кинокартины, снятые в формате «Ультра Панавижн 70» отпечатаны с предыскажённым кадром для демонстрации на сильно изогнутых экранах по системе «Дименшн-150». В 2015 году, режиссёр Квентин Тарантино полностью снял свой восьмой фильм «Омерзительная восьмёрка» на негатив 65-мм с помощью камер и оптики «Ультра Панавижн 70». В мировой прокат было выпущено около 100 фильмокопий на плёнке 70-мм, поэтому компания The Weinstein Company заказала в Германии столько же анаморфотных проекционных насадок соответствующего стандарта.

### Super Panavision 70 и Panavision System 65
Система «Супер Панавижн 70» (англ. Super Panavision 70) использовала для изготовления негатива фильма киноплёнку шириной 65-мм с кадром в 5 перфораций высотой, но в отличие от «Ультра Панавижн 70», применяла сферические объективы, и конечное соотношение сторон кадра на экране в системе «Супер Панавижн 70» составляло 2,2:1. По сути, «Супер Панавижн 70» была копией формата «Тодд-АО», отличаясь только использованием объективов собственной разработки компании «Панавижн» и разработанных ей же киносъёмочных аппаратов. Некоторые фильмы, снятые в этой системе, печатались с предыскажённым кадром для проекции на сильно изогнутый экран, как и первые фильмы «Тодд-АО». «Супер Панавижн 70» стала третьей коммерчески успешной системой после «Тодд-АО» и «Ультра Панавижн 70», использующей 65-мм негативную плёнку. В этом формате снято 17 фильмов, в том числе «Космическая одиссея 2001 года», «Моя прекрасная леди» и «Лоуренс Аравийский»
В начале 1990-х компания «Панавижн» выпустила на рынок обновлённую линейку киносъёмочной аппаратуры и оптики под брендом «Панавижн Систем 65» (англ. Panavision System 65) или «Панавижн Супер 70» (англ. Panavision Super 70). Технические параметры этого формата соответствуют современному стандарту SMPTE, предусматривая использование обновлённых сферических объективов. Формат используется до сегодняшнего дня для съёмки отдельных сцен фильмов в высоком разрешении. Некоторые современные фильмы полностью сняты в этом формате, например «Самсара» (Samsara, 2011), «Мастер» (The Master, 2012) и другие.

### Arri 765
Торговое обозначение 65-мм стандарта SMPTE, применяемое компанией «Arri» для своих широкоформатных киносъёмочных аппаратов с таким же названием. Основные параметры совпадают с форматом «Панавижн Систем 65», за исключением использования киносъёмочных объективов «Arri» и незначительно отличающихся размеров кадрового окна: 52,5 × 23 мм. Система используется до настоящего времени: последний известный фильм, снятый с использованием камер этого формата, а также формата «Панавижн Систем 65» — «Остров проклятых» Мартина Скорсезе, вышедший в прокат в 2010 году.

### Superpanorama 70 (1962)
Также известен как MCS 70, или MCS Superpanorama 70 — западноевропейский вариант форматов «Тодд-АО» и «Супер Панавижн 70». Для съёмки использовалась негативная киноплёнка шириной 65-мм и сферические объективы, обеспечивая соотношение сторон кадра 2,21:1. На основе формата была разработана система Hi-Fi Stereo-70 для съёмки фильмов 3D, аналогичная советской «Стерео-70», но с анаморфотными объективами и кадром 2,35:1. В настоящее время форматы не используются.

### CinemaScope 55 (1956)
Экспериментальная широкоформатная система, использовавшая для съёмки негатива киноплёнку шириной 55,625 мм, размер кадра 36,32 × 46,32 мм и анаморфотную оптику. Конечное соотношение сторон кадра на экране составляло 2,55:1. Этот формат негатива изначально разрабатывался, как производственный, то есть непригодный для печати прокатных фильмокопий, но большой размер кадра негатива, превышающий по площади обычный «Синемаскоп» вчетверо, обеспечивал на мелкозернистой позитивной плёнке любого формата отличное качество изображения. Выбор ширины киноплёнки был продиктован наличием у кинокомпании уже существующего киносъёмочного аппарата, изготовленного в 1929 году для съёмки в ранних широких форматах.
Первым фильмом, снятым по этой системе, стала «Карусель», премьера которой прошла 16 февраля 1956 года в нью-йоркском кинотеатре «Рокси». Эта и следующая кинокартины вышли в прокат на 70-мм плёнке в формате «Тодд-АО» или на 35-мм с анаморфированием. После первых двух фильмов производство было остановлено. В 2005 году картины сосканированы с оригинальных негативов 55-мм и отреставрированы.
Существовал прокатный 55-мм формат для печати совмещённых фильмокопий, который так и не увидел свет, оставшись техническим экспериментом. Он использовал плёнку той же ширины, что и негатив, но с другой перфорацией, отодвинутой от края плёнки. Негатив использовал кадр 46,32 × 36,32 мм в 8 перфораций по высоте, тогда как экспериментальный позитив — 6 для более узкого кадра 34,54 × 27,05 мм. На позитивную плёнку должна была наноситься шестиканальная магнитная фонограмма: по две дорожки с края плёнки и по одной — между перфорацией и изображением. Однако, не было отпечатано ни одной прокатной фильмокопии по такому стандарту из-за нежелания кинопрокатчиков переоборудовать кинотеатры.

### Showscan
Система широкоформатного кинематографа, использующая киноплёнку 70-мм (65-мм для изготовления негатива) и отличающаяся от традиционных частотой киносъёмки и проекции 60 кадров в секунду. Система «Шоускан» (англ. Showscan), разработанная специалистом по спецэффектам Дугласом Трамбалом (англ. Douglas Trumball), обеспечивает плавную передачу движения, более характерную для видеозаписи с электронной камеры. Это важно для экрана больших размеров, на котором прерывистость движения особенно заметна. Широкого распространения не получила вследствие несовместимости с оборудованием большинства кинотеатров. Единственным фильмом, в котором часть сцен была снята по такой технологии, стал «Мозговой штурм», но большинство прокатчиков не захотели тратиться на новую технологию проекции, и картина шла в кинотеатрах в обычном виде. В дальнейшем технология применялась только для коротких роликов, предназначенных для аттракционов XD. Самым продолжительным из них стал «Волшебный шар» длительностью 42 минуты.

### Iwerks и Dynavision
Формат «Айверкс» 8/70 или «Динавижн» (англ. Iwerks, Dynavision) основан на использовании поперечного кадра 70-мм киноплёнки размером 52,83×37,59 мм с шагом в 8 перфораций (38 мм) и соотношением сторон, близким к классическому. По разрешающей способности превосходит большинство широкоформатных киносистем и позволяет демонстрировать изображение на экранах Iwerks Extreme Screen, превосходящих по размеру широкоформатные. Однако, использование большого шага кадра требует специальной сложной кинопроекционной аппаратуры, поэтому формат применяется, главным образом для фильмокопий в сети киноаттракционов SimEx-Iwerks, рассчитанных на 3D и 4D кинопоказ и компьютерную анимацию. Формат вообще не использует магнитную фонограмму, нанесённую на киноплёнку, как остальные широкоформатные системы. Цифровая фонограмма DTS воспроизводится с отдельного оптического диска, синхронизированного с изображением по временному коду.

### Спейсариум (Astrovision)
Сферорамная кинематографическая система 10/70, основанная на съёмке и проекции изображения на купольный экран при помощи объектива типа «рыбий глаз». Для съёмки используется специальный киносъёмочный аппарат с квадратным кадром на 65-мм киноплёнке шагом в 10 перфораций. Фильмокопия печатается на киноплёнке 70-мм с таким же шагом, но кадром круглой формы. Единственный формат, не снабжённый звуковым сопровождением. Используется в японских планетариях.

### IMAX
Наибольшей информационной ёмкостью из всех широкоформатных киносистем обладает формат IMAX.
Большой шаг кадра в 15 перфораций и его огромная площадь потребовали принципиально новых технических решений, не применявшихся до этого в кинематографе. Например, кинопроекторы IMAX вместо традиционного скачкового механизма оснащаются механизмом прерывистого перемещения плёнки «бегущая петля».